# Willa „Świt”
Willa „Świt”  – zabytkowa willa znajdująca się przy ul. Żeromskiego 4 w miejscowości Konstancin-Jeziorna pod Warszawą.

## Historia
Modernistyczna willa została zbudowana w 1914 roku według projektu Zenona Chrzanowskiego. Pierwszym właścicielem był malarz Zdzisław Jasiński. W 1920 roku willę kupił Stefan Żeromski i mieszkał w niej do śmierci w 1925 roku. Po jego śmierci mieszkała w niej Anna Zawadzka i ich córka Monika Żeromska (do śmierci w 2001 roku). Założyła ona Fundację na Rzecz Utrzymania Spuścizny po Stefanie Żeromskim. Fundatorem Fundacji  jest Polski PEN Club z siedzibą w Warszawie. W marcu 2024 Pen Club zaproponował gminie Konstancin-Jeziorna przekazanie działki wraz z zabudowaniami w formie użyczenia, aby ta mogła w budynku urządzić placówkę kulturalną i  naukową poświęconą pamięci Stefana Żeromskiego.

## Muzeum
Od 2011 roku fundacja otrzymywała doraźne dotacje od gminy. W 2016 roku gmina podjęła decyzję o utworzeniu w budynku muzeum, które prowadziła Fundacja na Rzecz Utrzymania Spuścizny po Stefanie Żeromskim wraz z Konstancińskim Domem Kultury. Samorząd wydzierżawił piętro budynku. Mieściła się tam biblioteka, gabinet i pokój matki Moniki Żeromskiej, Anny Zawadzkiej. W 2022 roku gmina zmniejszyła dotację i muzeum zostało zamknięte od kwietnia 2023 roku.